# 龚雪飞
龚雪飞（1983年12月—），男，汉族，浙江江山人，中华人民共和国政治人物。宁夏大学中国现当代文学专业在职研究生学历，文学硕士。曾任中共吴忠市委常委、盐池县委书记，现任共青团宁夏回族自治区委书记。